# The Undertaker (1988)
The Undertaker (in een sterk bewerkte versie ook verschenen als Death Merchant) is een Amerikaanse slasher-film uit 1988, geregisseerd door Franco Steffanino en met Joe Spinell in de hoofdrol. De film is afgemonteerd in november 1988 maar is nooit in bioscopen verschenen en bestond alleen in een incomplete vorm. The Undertaker is in 2010 opnieuw door Code Red ge-edit voor een DVD-versie, en in 2016 door Vinegar Syndrome voor een Blu-ray-versie. De film wordt beschouwd als een cultfilm, vanwege de betrokkenheid van Joe Spinell en vanwege de problematische productie. Deze film was de laatste film van Joe Spinell voor zijn dood in 1989.

## Productie en (late) release
De film is gefilmd op locatie in Port Chester en geproduceerd door Double Helix Films. De opnamen waren gereed in november 1988.
De film kwam niet in de bioscoop en verscheen ook niet op video. De enige bekende kopie van de film was eigendom van Joe Spinell, die kort na de productie overleed. De film heeft jarenlang als een soort bootleg gecirculeerd, totdat Code Red in oktober 2010 een bewerkte versie op DVD uitbracht onder de titel Death Merchant. Deze versie was aangevuld met publiek domein-scenes om de totale lengte van de film te vergroten, en scenes werden verknipt en in een andere volgorde gezet.
In 2016 bracht het bedrijf Vinegar Syndrome de oorspronkelijke film uit op blu-ray/DVD-combinatie, in een gelimiteerde oplage van 3000 kopieën.

## Verhaal
De uitvaartondernemer Oom Roscoe (Joe Spinell) volgt overdag een beroepsopleiding en vermoordt vrouwen voor zijn persoonlijk 'gebruik'. Zijn neefje Nicky, zijn docent Pam (Rebeca Yaron) en haar kamergenoot Mandy (Susan Bachli) beginnen argwaan te krijgen in de richting van Roscoe, en zijn zich er niet van bewust dat de uitvaartondernemer nu een speciale interesse in hen begint te krijgen...

## Rolverdeling
| Acteur                | Personage                     |
| --------------------- | ----------------------------- |
| Joe Spinell           | Roscoe                        |
| Rebeca Yaron          | Pam Hayes                     |
| Susan Bachli          | Mandy                         |
| Martha Somoeman       | Hazel                         |
| Charles Kay-Hune      | politiechef                   |
| William James Kennedy | inspecteur Barry              |
| France Porta          | beveiligingsbeambte           |
| Joe Magle             | Kevin                         |
| Max Stone             | sergeant                      |
| Ginny Franco          | Mary Lawrence                 |
| Lisa Vondal           | Nancy Bowen                   |
| Rita Kling            | Angela                        |
| Jan Harrison          | kassier                       |
| Mette Holt            | Jean                          |
| Robert Kessler        | inspecteur Vance              |
| Guillermo Gentile     | gemeentelijk lijkschouwer     |
| Tommy LoRusso         | chauffeur van de lijkschouwer |